# 馬廷山
65°8′S 63°40′W / 65.133°S 63.667°W
馬廷山（Mount Matin），是南極洲的山峰，位於葛拉漢地西部的基輔半島，由讓-巴蒂斯特·夏古率領的法國探險隊繪入地圖，現時由南極條約體系管理。